# Mae West
Mary Jane (Mae) West (Brooklyn, New York, 17 augustus 1893 - Hollywood, Californië, 22 november 1980) was een Amerikaans actrice, scenariste, toneelschrijfster en sekssymbool, die in de jaren dertig met haar suggestieve en seksueel getinte dialogen zeer populair werd, maar ook veel controverse veroorzaakte. Deze dialogen verkenden vaak de grenzen van wat de censuur toestond. Ze schreef al haar teksten zelf. Sommige van deze oneliners (bijvoorbeeld Come up an' see me some time en Is that a gun in your pocket, or are you just glad to see me?) worden nog regelmatig aangehaald.

## Biografie
Mae West werd geboren in Brooklyn. Haar vader was een professioneel bokser, beter bekend als Battlin' Jack West en haar moeder Matilda Doelger was model. Ze trad al op haar vijfde op in de vaudeville. Enkele jaren later zou ze optreden in de revue onder de naam "The Baby Vamp". Ze zou hier als eerste op het toneel de shimmy-shake hebben gedanst.
Ze werkte later op Broadway als actrice en toneelschrijfster. Sex uit 1926, haar eerste toneelstuk, was door haarzelf geschreven, geproduceerd en geregisseerd. Het stuk was echter zeer controversieel en Mae West werd uiteindelijk gearresteerd en veroordeeld voor obsceen gedrag. Ze moest acht dagen doorbrengen in de gevangenis op Welfare Island. Haar tweede toneelstuk, The Drag uit 1927, ging over homoseksualiteit. Het stuk mocht niet op Broadway worden gespeeld, waardoor het publiek naar New Jersey moest om het te zien. Ook dit stuk werd een hit. In 1928 speelde ze weer op Broadway in Diamond Lil. Het karakter dat ze hierin speelde, de brutale, pikante en sarcastische blondine die duidelijk geniet van seks en flirten, zou haar handelskenmerk worden; de meeste van haar volgende rollen zijn voortgekomen uit Lady Lou/Diamond Lil. Het stuk groeide uit tot haar meest succesvolle toneelstuk.

### Filmsuccessen en censuur

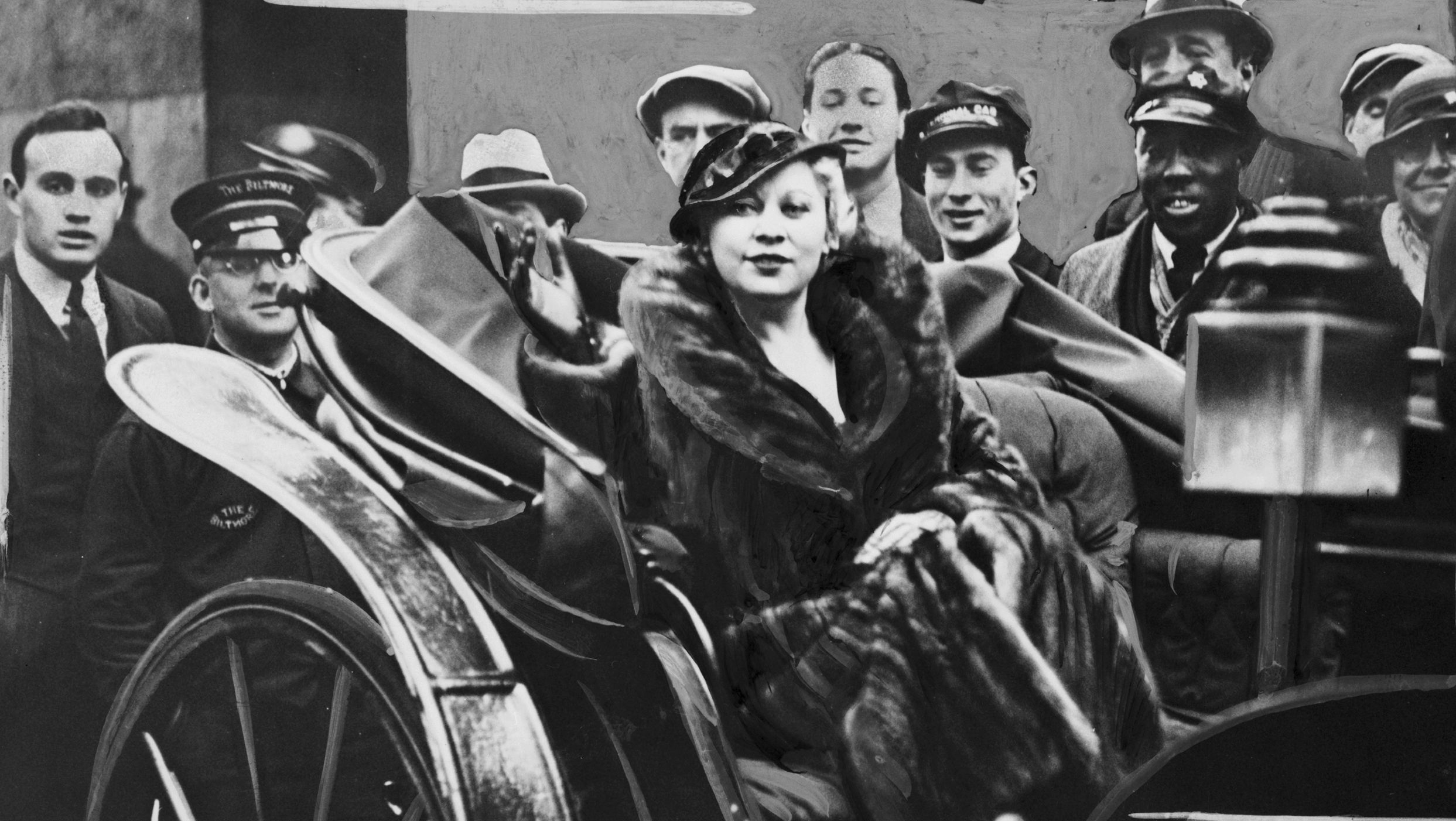
Mae West (Hollywood 1933)

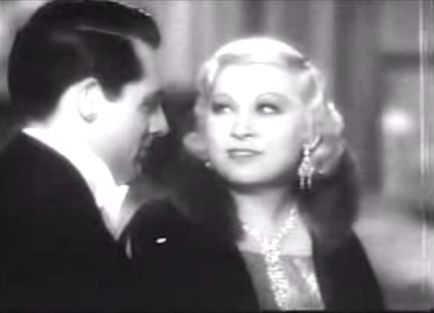
Cary Grant en Mae West in I'm no Angel

De Motion Picture Producers and Distributors of America (MPPDA, later de MPAA), een vereniging van filmstudio's die toen als doel stelde om de Amerikaanse film vrij van "amorele en obscene" zaken als seks en geweld te houden, probeerde te voorkomen dat Mae West, berucht om haar provocerende en seksuele toneelstukken, bij de film ging werken. Paramount, dat begin jaren dertig dreigde bankroet te raken, nam echter het risico haar aan te nemen. In 1932 tekende ze een contract en maakte zij haar filmdebuut met een kleine rol in Night After Night, tegenover George Raft.
Ze ontwikkelde zich al snel tot de winstgevendste artiest van de studio en er wordt vaak gezegd dat zij in haar eentje Paramount redde van de ondergang. De eerste film waarin ze de hoofdrol speelde, She Done Him Wrong uit 1933, gebaseerd op "Diamond Lil", bracht een veelvoud op van wat deze had gekost. De film maakte de destijds onbekende acteur Cary Grant een ster en werd genomineerd voor de Oscar voor Beste Film. Datzelfde jaar zouden West en Grant opnieuw samen spelen, nu in het eveneens succesvolle I'm No Angel. Het succes van haar films maakte West zo machtig, dat ze op een gegeven moment een deel van de opbrengst van een film kon opeisen. Dit was destijds slechts weggelegd voor een handjevol sterren, waaronder de Marx Brothers. In 1935 was ze uitgegroeid tot de bestbetaalde vrouw in de Verenigde Staten.
In 1933 trok echter de censuur aan. Will Hays, voorzitter van de MPPDA, stelde de Production Code in, een vorm van zelfcensuur. Vaak wordt geopperd dat Mae Wests eerste twee films She Done Him Wrong en I'm No Angel een belangrijke rol hebben gespeeld in het beslissingsproces om deze Code in te stellen. In 1934 werden er meer restricties opgelegd aan de filmindustrie, mede onder druk van religieuze organisaties als de Catholic Legion of Decency, die gingen protesteren tegen haar films. Ook was er een grote kans dat de regering van Roosevelt zelf met nationale censuurwetten zou komen. Belle of the Nineties, Mae Wests film uit 1934, werd herschreven en opnieuw gemonteerd om goedgekeurd te worden door de Production Code. Als gevolg van deze Code werden de teksten van West meer dubbelzinnig, zodat ze door de censuur heen konden komen. Films als Klondike Annie en Go West Young Man (beiden uit 1936) waren nog steeds scherp en populair, ondanks de censuur.
Eind jaren dertig werd West verbannen van de radio na een gastoptreden in de radioshow van buikspreker Edgar Bergen en zijn pop Charlie McCarthy, waarin ze flirtte met de pop en seksueel getinte opmerkingen maakte.

### Latere jaren

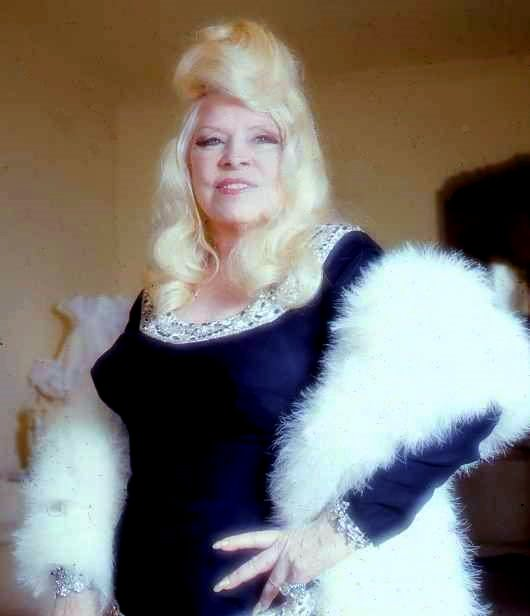
Mae West in 1973

In 1940 speelde ze samen met W.C. Fields in de succesvolle film My Little Chickadee. Het was destijds algemeen bekend dat de twee sterren niet met elkaar konden opschieten. Haar populariteit was in de jaren veertig niet meer zo hoog als in de jaren dertig en de censuur werd strikter. Na The Heat's On uit 1943 stopte ze met films en ging ze weer de nachtclubs en het theater in, waar minder censuur heerste en ze meer artistieke vrijheid had. Ze trad onder andere op in Engeland en Las Vegas. Tijdens haar optreden in Vegas liet ze zich omringen door bodybuilders en zong ze voor haar publiek. De show was een groot succes en hield enige jaren stand.
In 1959 schreef ze haar autobiografie Goodness Had Nothing To Do With It. In de jaren zeventig verscheen ze in nog twee films, Myra Breckinridge uit 1970 en Sextette uit 1977. In 1980 stierf Mae West na een serie beroertes op 87-jarige leeftijd in Hollywood. Ze werd begraven in New York.
Mae West was waarschijnlijk één keer getrouwd, met vaudeville artiest Frank Wallace (geboren als F. Szatkus in 1890/91) van 11 april 1911 tot 21 juli 1942. Zij heeft altijd ontkend met hem getrouwd te zijn geweest en de twee hebben nooit samengewoond. Toch is ze van hem gescheiden in 1942.

## Trivia
- Geallieerde soldaten noemden tijdens de Tweede Wereldoorlog hun opblaasbare reddingsvesten "Mae Wests", waarschijnlijk omdat het vest doet denken aan de grote boezem van de actrice.
- MAE is een Internet Exchange Point (IXP), aanvankelijk in Washington, D.C.. De afkorting betekende Metropolitan Area Ethernet en later, toen er ook een IXP in Silicon Valey kwam, Metropolitan Area Exchange, East. Het nieuwe IXP werd dus MAE-West, met een knipoog naar de naam van de actrice.
- Het kunstwerk De lippen van Mae West van Salvador Dalí heeft haar waarschijnlijk nog beroemder gemaakt dan ze al was. Het is een roze zijden bank in de vorm van een wulpse mond.